# Desa Tambaksari (administrativ by i Indonesien, Jawa Barat, lat -6,01, long 107,22)
Desa Tambaksari är en administrativ by i Indonesien.   Den ligger i provinsen Jawa Barat, i den västra delen av landet, 50 km nordost om huvudstaden Jakarta.